# پیشنهاد یکتای ارزش فروش
در بازاریابی پیشنهاد یکتای ارزش فروش (به انگلیسی: Unique Selling Proposition؛ حروف اختصاری: USP) که با نام پیشنهاد فروش منحصر به فرد یا در بوم مدل کسب‌وکار با نام پیشنهاد ارزش منحصر به فرد (UVP) نیز شناخته می‌شود استراتژی بازاریابی‌ای است که به مشتریان اطلاع می‌دهد چگونه یک برند یا محصول از رقبایش برتر و متمایز است (افزون بر سایر ارزش‌های آن).
این استراتژی در کارزارهای تبلیغاتی موفق دهه ۱۹۴۰ استفاده شد. این اصطلاح توسط راسر ریوز که در تبلیغات تلویزیونی از شرکت Ted Bates & Company پیشگام بود ابداع شد. استاد دانشکده کسب‌وکار هاروارد تئودور لویت پیشنهاد داد که «تمایز یکی از مهم‌ترین فعالیت‌های استراتژیک و تاکتیکی است که شرکت‌ها باید به‌طور مداوم انجام دهند.» این اصطلاح به حوزه «برند شخصی» نیز گسترش یافته است.

## تعریف
پیشنهاد یکتای ارزش فروش به مزیت منحصربه‌فردی اشاره دارد که یک شرکت، خدمات، محصول یا برند از خود نشان می‌دهد و آن را از رقبا متمایز می‌کند. پیشنهاد یکتای ارزش فروش باید ویژگی‌ای باشد که مزایای محصول را به روشی که برای مصرف‌کنندگان معنی‌دار باشد برجسته کند. پیشنهاد یکتای ارزش فروش بر ادعاهای صریح از یکتایی تمرکز دارد که شامل ویژگی‌های محصول یا منافع استفاده از آن است که به‌طور عینی قابل تأیید باشد. به‌طور خلاصه:
- هر تبلیغ باید یک پیشنهاد مشخص به مصرف‌کننده ارائه دهد—نه فقط کلمات، تعریف و تمجیدهای اغراق‌آمیز از محصول، یا تبلیغات نمایشی. هر تبلیغ باید به هر مخاطب بگوید: «این محصول را بخرید، به خاطر این مزیت خاص.»
- این پیشنهاد باید چیزی باشد که رقبا نتوانند یا ارائه ندهند. باید منحصربه‌فرد باشد—چه در برند و چه در ادعایی که هیچ برند دیگری در آن حوزه تبلیغاتی خاص نمی‌کند.
- این پیشنهاد باید آنقدر قوی باشد که توده‌ها را جذب کند؛ یعنی مشتریان جدید را جذب کرده و مشتریان فعلی را حفظ کند.

## اهمیت
مفهوم پیشنهاد یکتای ارزش فروش یکی از هشت رویکرد کلی در اجرای خلاقانه تبلیغات است. رویکرد پیشنهاد یکتای ارزش فروش می‌تواند در جایی که نوآوری‌های تکنولوژیکی بالا ویژگی یک دسته محصول است، مؤثر باشد. یک پیشنهاد یکتای ارزش فروش واضح به مصرف‌کنندگان کمک می‌کند تفاوت‌ها - حتی تفاوت‌های غیرواقعی - میان پیشنهادهای برند در یک دسته را درک کنند و همچنین ممکن است به ایجاد نگرش مثبت نسبت به یک برند کمک کند و در نهایت به افزایش سطح یادآوری برند منجر شود.
برای تعیین یک پیشنهاد یکتای ارزش فروش مناسب برای هر برند، بازاریابان باید تحقیقات گسترده‌ای دربارهٔ دسته محصول و همچنین مصرف‌کنندگان انجام دهند. مهم است که بتوان فضایی در بازار پیدا کرد، اطمینان حاصل کرد که ویژگی ارائه‌شده بی‌همانند و یکتا و منحصربه‌فرد است و همچنین مورد توجه مشتریان بالقوه قرار می‌گیرد. فروشندگان باید تلاش کنند برند را ابتدا به خود بفروشند؛ این کار به آنها کمک می‌کند تا مطمئن شوند به محصول خود اشتیاق دارند و باور دارند که موفق خواهد شد. فروشنده به یک نکته کلیدی نیاز دارد تا هنگام تلاش برای فروش محصول یا خدمت خود از آن استفاده کند، و ارائه این نکته پیش از فروش سودمند خواهد بود. داشتن یک نقطه تمایز برای متمایز شدن در بازارها مزیت بزرگی است؛ مشتریان به سمت کسب‌وکاری جذب می‌شوند که چیزی را ارائه می‌دهد که هیچ‌کس دیگری ندارد. چه این تفاوت‌ها ظریف باشند و چه آشکار، می‌توانند نیروی محرکه‌ای باشند که تضمین می‌کند مصرف‌کننده نهایی تصمیم مطلوب را برای انتخاب یک محصول به جای رقبا بگیرد.
در بازارهایی که شامل محصولات مشابه زیادی هستند، استفاده از پیشنهاد یکتای ارزش فروش یکی از روش‌های کمپین برای متمایز کردن محصول از رقبا است. محصولات یا خدمات بدون تمایز این خطر را دارند که مصرف‌کننده آنها را به‌عنوان کالاهای قابل‌تعویض و بی‌ارزش ببیند و در نتیجه پتانسیل قیمت را کاهش دهد؛ بنابراین داشتن یک نقطه فروش یکتا برای داشتن یک کسب‌وکار موفق که بتواند با رقابت کنونی و همچنین رقبا احتمالی آینده در بازارهای مشابه مقابله کند، ضروری است.[
بازار رایانه‌های شخصی رومیزی نمونه‌ای است که تولیدکنندگان زیادی دارد و پتانسیل ورود تولیدکنندگان جدید در هر زمان وجود دارد. اپل از شعار «زیبایی بیرون، قدرت درون» برای کارزار Mac Pro خود استفاده کرد تا محصول خود را به‌عنوان «زیبا» در مقایسه با هر رایانه رومیزی دیگر متمایز کند. خریداران این محصول حاضر بودند قیمت بیشتری نسبت به رایانه‌های رومیزی از نظر فنی مشابه پرداخت کنند. اپل با تمرکز بر زیبایی‌شناسی و فناوری‌های پیشرفته خود را متمایز می‌کند.
از طرف دیگر، وال‌مارت با کمپین «پول ذخیره کن، بهتر زندگی کن» خود را متمایز می‌کند. تمرکز این کمپین بر این است که وال‌مارت ارزان‌ترین فروشگاه زنجیره‌ای است و به مشتریان یادآوری می‌کند که مقدار هزینه‌ای که برای یک محصول می‌پردازند مهم نیست. این پیشنهاد یکتای ارزش فروش بر پیام‌رسانی قوی، مستقیم و مختصر استوار است که تصویری واضح از ارزش دریافت‌شده را به مشتریان ارائه می‌دهد.
استراتژی‌های بازاریابی برای شرکت‌های مختلف در جهت ایجاد هویت و افزایش سهم بازار بسیار مهم هستند. یک پیشنهاد یکتای ارزش فروش خوب باید مخاطبان خاصی را هدف قرار دهد. علاوه بر این پیشنهاد یکتای ارزش فروش نباید فقط یکتا باشد بلکه باید به وعده‌های خود عمل کند تا قابل‌اعتماد بودن خود را ثابت کند.

## نمونه‌ها
موارد زیر نمونه‌هایی از پیشنهاد یکتای ارزش فروش (USP) هستند. چیزی که معمولاً به عنوان یک شعار در نظر گرفته می‌شود، با مزیت متمایزی که محصول یا خدمات ارائه می‌دهد تقویت شده است. به‌طور معمول، این یکتایی از طریق یک فرایند، ماده یا سیستم منحصربه‌فرد ارائه می‌شود که مزیت ذکرشده را تولید می‌کند.
- آناسین: «تسکین سریع، بسیار سریع. «در سال ۱۹۵۲، راسر ریوز یک تبلیغ تلویزیونی برای آناسین ساخت که بر ماده «ویژه» آن یعنی کافئین تأکید می‌کرد و محدودیت‌های سایر آسپرین‌ها را برجسته می‌کرد. او سه بار پیشنهاد متمایز بودن یعنی «سریع» را تکرار کرد.[۱۶]
- ام‌اندامز: «در دهانتان آب می‌شود، نه در دستانتان.» ام‌اندامز از یک پوشش سخت شکر استفاده می‌کند که ثبت اختراع شده و مانع از آب شدن شکلات در دستان می‌شود.[۱۷]
- هد اند شولدرز: «به‌طور علمی اثبات شده که شوره سر را کاهش می‌دهد.»[۱۸] پس از ۱۰ سال تحقیق، مشخص شد که ماده «پیریتیون زینک» به‌طور مؤثری شوره سر را از بین می‌برد، در حالی که سایر محصولات مؤثر نبودند. اضافه کردن کلمه «شولدرز» به نام محصول نیز نشان می‌داد که این محصول لکه‌های سفید ناشی از شوره را که روی لباس می‌ریخت حذف می‌کند.[نیازمند منبع]
- دومینوز پیتزا: «پیتزای تازه و داغ را در ۳۰ دقیقه یا کمتر تحویل بگیرید—یا رایگان است.» این شعار بین سال‌های ۱۹۷۳ تا ۱۹۹۳ و دوباره از سال ۲۰۰۷ استفاده شد.[۱۹] دومینوز از سیستمی به نام «خط تولید» و سایر روش‌ها برای تهیه سریع پیتزا استفاده می‌کند.[نیازمند منبع]
- فدکس: «وقتی حتماً، قطعاً باید شبانه تحویل داده شود.» این شعار بین سال‌های ۱۹۷۸ تا ۱۹۸۳ استفاده شد. فدکس اولین شرکتی بود که در حمل‌ونقل هوایی شبانه تخصص داشت و اولین شرکتی بود که ردیابی بسته‌ها را اجرا کرد.[۲۰] این مزیت پیشگامانه با استفاده از سیستمی جدید که در مقاله سال ۱۹۶۵ مؤسس آن در دانشگاه ییل توضیح داده شده بود، ممکن شد.[۲۱]
- مت‌لایف: "مت بگیرید. ارزشش را دارد." سیاست جدید "Whole Life Policy" که در سال ۱۹۸۴ معرفی شد، موفقیتی بزرگ برای شرکت بود. این سیاست یک‌سوم پوشش بیشتر با همان قیمت ارائه می‌کرد و ارزش نقدی آن به مرور زمان افزایش می‌یافت که به بازپرداخت بیشتری منجر می‌شد. در تبلیغات، Met خرید این سیاست را با خرید یک خانه مقایسه می‌کرد.[۲۲]
- ساوت‌وست ایرلاینز: «ما شرکت هواپیمایی ارزان‌قیمت هستیم.» این شرکت به خاطر قیمت‌های پایینش شناخته می‌شود و از این تمایز برای جلب مشتریان استفاده می‌کند.[۲۳][۲۴][۲۵]

## جستارهای همانند
- کارزار تبلیغاتی
- ارتباطات بازاریابی
- ترویج
- نقطه تمایز
- مزیت رقابتی